# Адольф Клазенс
Адольф Клазенс (24 лютого 1917 — 1 липня 1998 року) — нідерландський єгиптолог, археолог, бібліотекар та директор музею.

## Біографія
Клазенс вивчав єгиптологію в Університеті Гронінгена та Лейденському університеті. 1945 року він став бібліотекарем Національного музею старожитностей у Лейдені. Через кілька років став куратором відділу єгипетських старожитностей, а з 1959 року — директором музею.
1960 року він одержав посаду професора єгиптології в Лейденському університеті. Він поєднував обидві посади до виходу на пенсію в 1979 році.
Під час перебування в Кембриджі, де він вивчав демотику, Класенс встановив контакт з англійським єгиптологом В. Б. Емері; згодом він став співавтором його розкопок у Саккарі у 1953—1956 роках. Самостійно Клазенс проводив розкопки в Абу-Роаші (1957—1959) та в Нубії (1962—1964).
Голландський внесок у нубійську рятувальну кампанію був винагороджений пожертвою храму із Тафіса, який зараз розміщений у Національному музеї старожитностей в Лейдені.

## Вибрані публікації
- Adolf Klasens: A magical statue base (Socle Béhague) in the Museum of Antiquities at Leiden. Leiden, Brill, 1952 (Oorspr. proefschrift Leiden)
- Adolf Klasens: Egyptologie avant la lettre. Leiden, Brill, 1961. (Rede Rijksuniversiteit Leiden)
- A. Klasens: Egyptische kunst uit de collectie van het Rijksmuseum van Oudheden te Leiden. Amsterdam, Stichting Openbaar Kunstbezit, 1962
- Artefact. 150 jaar Rijksmuseum van Oudheden, 1818—1968. Een keuze uit de verzamelingen. Samengest. door W.C. Braat en A. Klasens. Leiden, Groen, 1968
- A. Klasens: Universiteit, universitaire collecties, musea. Leiden, Universitaire Pers, 1970. (Diesrede Leiden)
- A. Klasens: An amuletic papyrus of the 25th dynasty. Leiden, Rijksmuseum van Oudheden, 1975